# Tibberton (Shropshire)
Tibberton – wieś w Anglii, w hrabstwie ceremonialnym Shropshire, w dystrykcie (unitary authority) Telford and Wrekin. Leży 21 km na północny wschód od miasta Shrewsbury i 214 km na północny zachód od Londynu.